# Квемо-Шухути
Квемо-Шухути (груз. ქვემო შუხუთი) — село в Грузии, на территории Ланчхутского муниципалитета края (мхаре) Гурия.

## География
Село находится в западной части Грузии, к югу от реки Риони, вблизи юго-восточной окраины города Ланчхути, административного центра муниципалитета. Абсолютная высота — 25 метров над уровнем моря.

## Население
По результатам официальной переписи населения 2014 года, в Квемо-Шухути проживало 1248 человек (625 мужчин и 623 женщины). В национальной структуре населения грузины составляли 99,6 %, украинцы — 0,2 %, греки — 0,1 %.
| Год  | Население, человек |
| ---- | ------------------ |
| 2002 | 1642               |
| 2014 | ↘ 1248             |